# Lijst van vliegvelden in Haïti
Een overzicht van de vliegvelden in Haïti:
| Rang | Naam                                           | Stad           | IATA-code | ICAO-code |
| ---- | ---------------------------------------------- | -------------- | --------- | --------- |
| 1    | Internationale Luchthaven Toussaint Louverture | Port-au-Prince | PAP       | MTPP      |
| 2    | Internationale Luchthaven Cap-Haïtien          | Cap-Haïtien    | CAP       | MTCH      |
| 3    | Luchthaven Port-de-Paix                        | Port-de-Paix   | PAX       | MTPX      |
| 4    | Luchthaven Antoine Simon                       | Les Cayes      | CYA       | MTCA      |
| 5    | Luchthaven Jérémie                             | Jérémie        | JEE       | MTJE      |
| 6    | Luchthaven Jacmel                              | Jacmel         | JAK       | MTJA      |

Het rangnummer is bepaald aan de hand van het passagiersaantal.